# Le Tilleul
Le Tilleul és un municipi francès situat al departament del Sena Marítim i a la regió de Normandia. L'any 2007 tenia 681 habitants.

## Demografia

### Població
El 2007 la població de fet de Le Tilleul era de 681 persones. Hi havia 260 famílies de les quals 56 eren unipersonals (20 homes vivint sols i 36 dones vivint soles), 100 parelles sense fills, 100 parelles amb fills i 4 famílies monoparentals amb fills.
La població ha evolucionat segons el següent gràfic:
Habitants censats

### Habitatges
El 2007 hi havia 314 habitatges, 264 eren l'habitatge principal de la família, 45 eren segones residències i 5 estaven desocupats. 301 eren cases i 5 eren apartaments. Dels 264 habitatges principals, 244 estaven ocupats pels seus propietaris, 16 estaven llogats i ocupats pels llogaters i 4 estaven cedits a títol gratuït; 6 tenien dues cambres, 45 en tenien tres, 60 en tenien quatre i 153 en tenien cinc o més. 207 habitatges disposaven pel capbaix d'una plaça de pàrquing. A 121 habitatges hi havia un automòbil i a 131 n'hi havia dos o més.

### Piràmide de població
La piràmide de població per edats i sexe el 2009 era:
| Homes | Edats   | Dones |
| ----- | ------- | ----- |
| 0     | 95 o +  | 0     |
| 0     | 90 a 94 | 0     |
| 4     | 85 a 89 | 4     |
| 0     | 80 a 84 | 4     |
| 16    | 75 a 79 | 16    |
| 4     | 70 a 74 | 12    |
| 12    | 65 a 69 | 16    |
| 8     | 60 a 64 | 12    |
| 16    | 55 a 59 | 12    |
| 28    | 50 a 54 | 20    |
| 36    | 45 a 49 | 40    |
| 20    | 40 a 44 | 32    |
| 4     | 35 a 39 | 16    |
| 12    | 30 a 34 | 8     |
| 28    | 25 a 29 | 32    |
| 20    | 20 a 24 | 20    |
| 20    | 15 a 19 | 36    |
| 20    | 10 a 14 | 12    |
| 12    | 5 a 9   | 4     |
| 20    | 0 a 4   | 12    |

## Economia
El 2007 la població en edat de treballar era de 421 persones, 302 eren actives i 119 eren inactives. De les 302 persones actives 283 estaven ocupades (152 homes i 131 dones) i 19 estaven aturades (5 homes i 14 dones). De les 119 persones inactives 59 estaven jubilades, 26 estaven estudiant i 34 estaven classificades com a «altres inactius».

### Ingressos
El 2009 a Le Tilleul hi havia 262 unitats fiscals que integraven 681 persones, la mediana anual d'ingressos fiscals per persona era de 20.637 €.

### Activitats econòmiques
Dels 22 establiments que hi havia el 2007, 1 era d'una empresa alimentària, 1 d'una empresa de fabricació d'altres productes industrials, 5 d'empreses de construcció, 3 d'empreses de comerç i reparació d'automòbils, 4 d'empreses d'hostatgeria i restauració, 2 d'empreses financeres, 4 d'empreses de serveis i 2 d'empreses classificades com a «altres activitats de serveis».
Dels 6 establiments de servei als particulars que hi havia el 2009, 2 eren paletes, 2 fusteries, 1 lampisteria i 1 restaurant.
L'únic establiment comercial que hi havia el 2009 era una fleca.
L'any 2000 a Le Tilleul hi havia 5 explotacions agrícoles.

## Equipaments sanitaris i escolars
El 2009 hi havia una escola elemental integrada dins d'un grup escolar amb les comunes properes formant una escola dispersa.

## Poblacions més properes
El següent diagrama mostra les poblacions més properes.